# Віра Дрейк
«Віра Дрейк» (англ. Vera Drake) — детективна драма режисера Майка Лі, випущена в 2004 році. Фільм розповідає історію Віри Дрейк, звичайної жінки 1950-х років, яка нелегально надає послуги з переривання вагітності. Фільм отримав нагороду «Золотий Лев» на Венеційському кінофестивалі, три премії BAFTA. Крім того, фільм тричі номіновувався на премію «Оскар».

## Сюжет
Віра Дрейк — мила британська жінка, щира і добродушна. Віра щасливо живе в колі своєї родини і допомагає всім, хто попросить. Її син Сід — кравець, а сором'язлива дочка Етель працює на заводі. Чоловік Стенлі — автомеханік у майстерні, що належить його молодшому братові. Сама Віра працює хатньою робітницею в кількох сім'ях, доглядає за своєю хворою матір'ю та знайомими.
Сім'я Віри не знає про те, що вона допомагає робити підпільні аборти. Допомога Віри безкорислива. Вона не бере за це гроші, проте гроші без відома Віри бере Лілі, подруга дитинства. Крім того, Лілі в скрутний повоєнний час продає на чорному ринку дефіцитні продукти харчування.
Після того, як одна з пацієнток Віри ледь не помирає, її заарештовують і беруть під варту для допиту. Наступного ранку Віра постає перед судом. Жінку відпускають під заставу на три тижні. Різдвяні свята сім'я проводить разом. Через три тижні проводиться слухання справи, і суд засуджує Віру до двох із половиною років ув'язнення.

## У ролях
| Актор           | Роль              |
| --------------- | ----------------- |
| Імельда Стонтон | Віра Дрейк        |
| Філ Девіс       | Стенлі Дрейк      |
| Деніел Мейс     | Сід Дрейк         |
| Алекс Келлі     | Етель Дрейк       |
| Едді Марсан     | Редж              |
| Едріан Скарборо | Френк Дрейк       |
| Хізер Крейні    | Джойс Дрейк       |
| Саллі Гокінз    | Сюзан             |
| Лео Білл        | Ронні             |
| Рут Шин         | Лілі              |
| Джим Бродбент   | суддя             |
| Пітер Уайт      | інспектор Вебстер |
| Мартін Севедж   | сержант Віккерс   |

## Номінації та нагороди
| Премія                                      | Категорія                              | Номінант        | Результат |
| ------------------------------------------- | -------------------------------------- | --------------- | --------- |
| Премія британського незалежного кіно (2004) | Найкращий британський незалежний фільм |                 | Перемога  |
| Премія британського незалежного кіно (2004) | Найкращий режисер                      | Майк Лі         | Перемога  |
| Премія британського незалежного кіно (2004) | Найкраща акторка                       | Імельда Стонтон | Перемога  |
| Премія британського незалежного кіно (2004) | Найкращий актор                        | Філ Девіс       | Перемога  |
| Премія британського незалежного кіно (2004) | Найкращий актор другого плану          | Едді Марсан     | Перемога  |
| Премія британського незалежного кіно (2004) | Найкращий продюсер                     |                 | Перемога  |
| Премія британського незалежного кіно (2004) | Найкращий сценарій                     | Майк Лі         | Номінація |
| Європейський кіноприз (2004)                | Найкраща акторка                       | Імельда Стонтон | Перемога  |
| Європейський кіноприз (2004)                | Найкращий фільм                        |                 | Номінація |
| Венеційський кінофестиваль (2004)           | «Золотой лев» за найкращий фільм       |                 | Перемога  |
| Венеційський кінофестиваль (2004)           | Кубок Вольпі за найкращу жіночу роль   | Імельда Стонтон | Перемога  |
| Оскар (2005)                                | Найкраща жіноча роль                   | Імельда Стонтон | Номінація |
| Оскар (2005)                                | Найкращий режисер                      | Майк Лі         | Номінація |
| Оскар (2005)                                | Найкращий оригінальний сценарій        | Майк Лі         | Номінація |
| Золотий глобус (2005)                       | Найкраща жіноча роль — драма           | Імельда Стонтон | Номінація |
| BAFTA (2005)                                | Найкраща режисерська робота            | Майк Лі         | Перемога  |
| BAFTA (2005)                                | Найкраща акторка                       | Імельда Стонтон | Перемога  |
| BAFTA (2005)                                | Найкращі костюми до фільму             | Жаклін Дюран    | Перемога  |
| BAFTA (2005)                                | Найкращий фільм                        |                 | Номінація |
| BAFTA (2005)                                | Найкращий британський фільм            |                 | Номінація |
| BAFTA (2005)                                | Найкращий актор другого плану          | Філ Девіс       | Номінація |
| BAFTA (2005)                                | Найкраща акторка другого плану         | Хізер Крейні    | Номінація |
| BAFTA (2005)                                | Найкращий оригінальний сценарій        | Майк Лі         | Номінація |
| BAFTA (2005)                                | Найкращий монтаж                       | Джим Кларк      | Номінація |
| BAFTA (2005)                                | Найкращий грим                         | Крістін Бландел | Номінація |
| BAFTA (2005)                                | Найкраща робота художника-постановника | Ів Стюарт       | Номінація |
| Премія Гільдії кіноакторів (2005)           | Найкраща жіноча роль                   | Імельда Стонтон | Номінація |
| Давид ді Донателло (2005)                   | Найкращий європейський фільм           | Майк Лі         | Номінація |
| Боділ (2006)                                | Найкращий не-американський фільм       | Майк Лі         | Номінація |